# Starcie królów
Starcie królów (ang. A Clash of Kings) – drugi tom cyklu fantasy Pieśń lodu i ognia amerykańskiego pisarza George’a R.R. Martina. Pierwsze wydanie, w języku angielskim, pochodzi z 1998 r. Polskie tłumaczenie zostało wydane w 2000 r. nakładem wydawnictwa Zysk i S-ka. Książka zdobyła Nagrodę Locusa i była nominowana do Nebuli za najlepszą powieść fantasy w 1999 r.

## Fabuła
Akcja książki toczy się w fantastycznym świecie, w Westeros i Essos, gdzie pory roku mogą trwać kilka lat.
Brat zmarłego króla Roberta, Stannis Baratheon, obwołuje się królem, podobnie jak jego młodszy brat – Renly. Wypływa ze Smoczej Skały i za pomocą czarów zabija Renly'ego zdobywając tym samym połowę jego wielotysięcznej armii. Maszeruje na Królewską Przystań i rozgłasza, że chłopiec zasiadający na tronie – Joffrey – nie jest synem Roberta ani jego dziedzicem.
Arya Stark ukrywa się przed królem i namiestnikiem, którym został Tywin Lannister, lecz jego obowiązki sprawuje Tyrion. Zostaje zabrana z Królewskiej Przystani przez Yorena – człowieka z Nocnej Straży, który wędruje po Westeros i poszukuje ludzi do służby na Mur. Chce ją odprowadzić do Winterfell w drodze na mur, lecz nie udaje się to. Dziewczynka krąży po całym dorzeczu Tridentu, chcąc trafić do matki.
Tymczasem w dorzeczu trwają walki Tullych i Starków przeciwko Lannisterom. Balon Greyjoy zdobywa Fosę Cailin – klucz do północy. Obwołuje się królem Wysp i Północy, a jego syn, Theon, zdradza Robba i zdobywa Winterfell.
Tyrion Lannister broni Królewskiej Przystani przed Stannisem, ale w ostatniej chwili z odsieczą przybywa jego ojciec, który połączył siły z resztą armii Renly'ego – wszystkimi siłami Wysogrodu. Zaręczyny Sansy Stark z Joffreyem zostają zerwane, gdyż Wysogród zawarł z nim sojusz tylko pod warunkiem małżeństwa damy Margaery z młodym królem.
Tymczasem na wschodzie spadkobierczyni smoczych królów, Daenerys Targaryen, chce odzyskać tron. Razem ze swymi trzema smokami przemierza Czerwone Pustkowie.
Na północy 300 ludzi z Nocnej Straży wyruszyło za Mur, aby zmierzyć się z Mance’em Rayderem, przywódcą dzikich ludzi. Jon Snow przystaje do wolnych ludzi, aby ich szpiegować.

## Narracja
Saga Pieśń lodu i ognia jest opowieścią widzianą oczyma wielu ludzi, często przebywających od siebie bardzo daleko. W drugiej części sagi możemy wyróżnić dziesięciu bohaterów-narratorów:
- Catelyn Stark – żona Neda Starka, pochodząca z rodu Tullych.
- Sansa Stark – dwunastoletnia córka Neda Starka.
- Arya Stark – dziesięcioletnia córka Neda Starka.
- Brandon Stark – ośmioletni syn Neda Starka, przez znajomych nazywany Branem.
- Jon Snow – piętnastoletni bękarci syn Neda Starka. Członek Nocnej Straży.
- Tyrion Lannister – syn lorda Tywina, karzeł.
- Daenerys Targaryen – córka Aerysa Obłąkanego, która wraz ze swoim bratem Viserysem, opuściła Westeros. Opiekuje się trójką smoków.
- Theon Greyjoy – dziedzic Tronu Żelaznych Wysp i dawny podopieczny lorda Eddarda Starka.
- Cressen – maester na Smoczej Skale, u Stannisa Baratheona, występuje tylko w prologu.
- Davos Seaworth – rycerz, były przemytnik i najwierniejszy sługa Stannisa.